# Abū Maḩalleh
Abū Maḩalleh (persiska: ابو محله) är en ort i Iran.   Den ligger i provinsen Mazandaran, i den norra delen av landet, 140 km nordost om huvudstaden Teheran. Antalet invånare är 230.
Terrängen runt Abū Maḩalleh är mycket platt, och sluttar norrut. Runt Abū Maḩalleh är det tätbefolkat, med 286 invånare per kvadratkilometer. Närmaste större samhälle är Babol, 16,2 km öster om Abū Maḩalleh. Trakten runt Abū Maḩalleh består till största delen av jordbruksmark.